# Prychia suavis
Prychia suavis är en spindelart som beskrevs av Simon 1897. Prychia suavis ingår i släktet Prychia och familjen jättekrabbspindlar.
Artens utbredningsområde är Filippinerna. Inga underarter finns listade i Catalogue of Life.